# 李子璇
李子璇（1995年5月7日—），出生於湖南省湘潭市，中国内地流行音乐女歌手、舞者，覺醒東方旗下藝人。2016年6月，參加東方衛視綜藝節目《加油！美少女》，獲得了總決賽冠軍。2018年4月，參加騰訊視頻青春成長類綜藝節目《創造101》，於第二期節目中獲得主題曲C位爲人熟知。6月23的總決賽中，獲得第12名，離出道位僅一步之遙。

## 經歷
李子璇從4歲開始學習舞蹈，母親是一名舞蹈教師，家教嚴厲。其曾在節目中坦言“（在學校）不讓我叫媽媽，讓我叫她張老師”。曾于以軍事化管理著稱的中國南方舞蹈學校學習舞蹈。17岁的李子璇曾在北京星舞團做伴舞和舞蹈老師，而後放棄中央民族大學的保送資格，赴韓國做練習生。曾在Jellyfish娛樂與劉些寧為同期練習生。
2016年6月11日，參加東方衛視勵志成長綜藝節目《加油！美少女》。最終于8月27日的總決賽中，與其他5名選手一起获得“Diamond Girl”称号，並獲得總決賽冠軍。此後因沒有後續安排，她又重拾伴舞工作，曾在國内各大電視臺為明星伴舞。12月，与歌手徐林合作发行單曲《oi》。
2018年4月，和覺醒東方藝人倪秋雲、林君怡一起組成臨時組合DS98，參加騰訊視頻青春成長類綜藝節目《創造101》並獲評A等級，於第二期節目中獲得主題曲中心位置（C位）爲人熟知。6月23的總決賽中，獲得第12名，離出道位僅一步之遙。

## 音樂作品

### 單曲
| 年份   | 發布日期 | 歌曲名稱       | 作詞                       | 作曲                 | 備註                                     |
| ------ | -------- | -------------- | -------------------------- | -------------------- | ---------------------------------------- |
| 2018年 | 8月23日  | EASY           | 杨远山、 黄星朗            | 邹梓骅               | 《疯狂动物城：筑梦日记》 手游推广曲      |
| 2018年 | 9月18日  | 让我闪耀       | 甘世佳                     | 赵泳鑫               | 《QQ炫舞手游》 半周年庆主题曲            |
| 2018年 | 9月21日  | 放飞超能力     |                            |                      | 飞天小女警 (2016年动画) 中国大陆版主题曲 |
| 2018年 | 11月12日 | 12             | 李子璇                     | 陆虎                 |                                          |
| 2018年 | 11月22日 | HERO           | 徐林、 李子璇（rap部分）   | 徐林                 |                                          |
| 2019年 | 1月4日   | 繼續出發       | 丹戈尔                     | 丹戈尔               | QQ飞车手游周年庆主题曲                   |
| 2019年 | 4月15日  | 豆你玩         | 陳聆子、 李子璇（rap部分） | 徐林                 |                                          |
| 2019年 | 6月11日  | 一天活出一個樣 | 花道                       | 花道                 | 《豬豬俠·不可思議的世界》 動畫電影主題曲 |
| 2019年 | 8月19日  | 万有引力       | Sherry Li禅玉、李凌瑶      | 大聖                 | 《外星女生柴小七》 电视剧主題曲          |
| 2020年 | 11月12日 | WHY OH WHY     | Ayanami Li                 | Sihan                | 李子璇个人迷你ep 《WOW》                 |
| 2020年 | 11月12日 | What           | Z11                        | FROM20               | 李子璇个人迷你ep 《WOW》                 |
| 2021年 | 7月10日  | 唐人街女伶     | TOMO GO、 傅俁䳥           | TOMO GO              | 《大唐小吃货》 网剧片尾曲                |
| 2022年 | 9月6日   | Magnetic Love  | Jungle Night MG            | 影帝inDy@ZERO STUDIO |                                          |

### 合作歌曲
| 年份   | 發布日期 | 歌曲名稱   | 作詞                                    | 作曲           | 合作歌手                                                     | 備註                             |
| ------ | -------- | ---------- | --------------------------------------- | -------------- | ------------------------------------------------------------ | -------------------------------- |
| 2016年 | 12月28日 | oi         | 陈聆子                                  | 徐林           | 徐林                                                         |                                  |
| 2018年 | 9月25日  | 发光少女   | 唐冠元、 VV                             | Park Seong Soo | 限定組合〔ShinyGirl〕 刘人语 吴芊盈 苏芮琪                   | Innisfree悦诗风吟 少女精华推广曲 |
| 2018年 | 11月16日 | 青春料理   | 诗里词间、 晴时书、 郭德紫毅、 Ryan Lee | Ryan Lee       | 陈意涵                                                       | 优酷视频《完美的餐厅》主题曲     |
| 2019年 | 1月16日  | 疾风       | 翟剑                                    | 鮑比達         | 限定組合〔疾风少女〕 王菊 陳芳語 高穎浠 刘人语 呂小雨 戚硯笛 | 电影《新喜剧之王》主题曲         |
| 2019年 | 5月17日  | 閨蜜大過天 | 付茂華                                  | 梁凡           | 吴芊盈                                                       | 《QQ炫舞》閨蜜節暨11周年慶主题曲 |

## 影視作品

### 常駐綜藝
| 年份                    | 日期                   | 播出平台                  | 節目名稱                 | 集數                 | 備註                     |
| 2016年                  | 6月11日～8月27日       | 東方衛視                  | 《加油！美少女》         | 1－12集              | 冠軍                     |
| 2018年                  | 4月21日～6月23日       | 騰訊視頻                  | 《創造101》              | 1－10集              | 第12名                   |
| 2018年                  | 11月4日～2019年1月20日 | 优酷                      | 《完美的餐厅》           | 1－12集              | 常驻嘉宾                 |
| 2019年                  | 11月4日～2019年1月20日 | 优酷                      | 《完美的餐厅》           | 1－12集              | 常驻嘉宾                 |
| 7月25日～8月8日         | 湖南卫视               | 《恋梦空间》第二季        | 1－3集                   | 恋商观察员           |                          |
| 11月13日～2020年1月22日 | 东南卫视               | 《最美旅拍》              | 1－10集                  | 主要嘉宾             |                          |
| 11月19日～2020年1月21日 | 江苏卫视               | 《穿越时间的味道》        | 1－9集                   | 主要嘉宾             |                          |
| 12月7日～12月28日       | 騰訊視頻               | 《京东校园之星·大开演界》 | 3－5集、总决赛           | 校園星推官           |                          |
| 2020年                  |                        |                           |                          |                      |                          |
| 5月27日～7月29日        | 东南卫视               | 《最美旅拍》第二季        | 1－10集                  | 主要嘉宾             |                          |
| 9月27日～10月4日        | 江苏卫视               | 《蒙面舞王》              | 第七、八期               | 蒙面舞者－－糖果炮弹 |                          |
| 2021年                  | 2月6日～4月10日        | 金鹰卡通、麦咭TV          | 《跳舞吧少年》           | 1－10集              | 「炫豆班」老师           |
| 2021年                  | 4月3日～6月19日        | 東方衛視                  | 《金曲青春》             | 1－12集              | 覺醒東方家族代表         |
| 2021年                  | 7月20日～9月21日       | 优酷                      | 《师父我要跳舞了》第二季 | 1－10集              | 金牌辅导员               |
| 2022年                  | 5月22日~7月16日        | 东方卫视                  | 《開播！情境喜劇》       | 1－6集、10集         | 《再見愛人》劇組 飾 艾米 |

### 電視剧/網絡劇
| 首播年份 | 節目名稱           | 角色   | 備註                           |
| 2019年   | 《凸变英雄》       | 花语叶 | 網絡劇，特别出演               |
| 2021年   | 《大唐小吃货》     | 元婉兒 | 網絡短劇                       |
| 2021年   | 《亲爱的爸妈》     | 白曉萌 |                                |
| 2021年   | 《埃博拉前線》     | 王雯茜 |                                |
| 2022年   | 《传家》           | 容嘉葉 | 特别出演（因剧情需要戲份被删） |
| 2023年   | 《大唐小吃货2》    | 元婉兒 | 網絡短劇                       |
| 2024年   | 《我的神使大人》   | 黎萌萌 | 網絡劇                         |
| 2024年   | 《青幽渡》         | 孟忧   | 網絡短劇                       |
| 2024年   | 《我的盲盒恋人》   | 苏暖暖 | 網絡劇                         |
| 2024年   | 《一伞烟雨》       | 梦西洲 | 網絡劇                         |
| 2025年   | 《了不起的曹萱萱》 | 赵小琳 | 網絡劇                         |
| 2025年   | 《青衿志》         | 岳灵儿 | 網絡劇                         |
| 待播     | 《上元锦绣》       |        | 網絡劇                         |

### 电影
| 上映年份 | 上映日期 | 电影名         | 角色                |
| 2021年   | 6月11日  | 《陽光姐妹淘》 | 蕾蕾 （张丽君女兒） |

### 舞台剧
| 年份   | 演出日期        | 節目名稱     | 角色     | 備註 |
| 2019年 | 9月12、14、15日 | 《觉醒青春》 | Coco老师 |      |

### 紀錄片
| 年份   | 播出日期 | 播出平台 | 節目名稱     | 備註  |
| 2020年 | 11月19日 | 優酷視頻 | 《街舞中國》 | 第5期 |
| 2020年 | 12月3日  | 優酷視頻 | 《街舞中國》 | 第7期 |

## 外部連結
- 李子璇的新浪微博
- 李子璇的Instagram帳戶
- 李子璇的哔哩哔哩个人空间
- 李子璇的抖音账号
- 李子璇的小红书账号
- 李子璇的快手账号